# Schausiella moinieri
Schausiella moinieri är en fjärilsart som beskrevs av Lemaire 1969. Schausiella moinieri ingår i släktet Schausiella och familjen påfågelsspinnare. Inga underarter finns listade.